# チラズル県
チラズル県（チラズルけん、Chiradzulu District）は、マラウイ南部州の県であり、中心となる都市もチラズル（Chiradzulu Town）である。

## チラズル県
この県は767 km²の面積を持ち、人口23万6050人を擁する。また、4つの県と隣り合っており、北東部はゾンバ県と、北西部はブランタイヤ県と、南西部はチョロ県と、南東部はムランジェ県と隣接している。